# Bá quốc Tirol
Bá quốc Tyrol (tiếng Đức: Grafschaft Tirol) là một điền trang  của Đế chế La Mã Thần thánh, được thành lập vào khoảng năm 1140. Kể từ sau năm 1253, nó được cai trị bởi Nhà Gorizia và từ năm 1363 thì nằm dưới quyền của Nhà Habsburg. Năm 1804, Bá quốc Tyrol được hợp nhất với các Giáo phận vương quyền thế tục của Trent và Brixen trong quá trình Hòa giải Đức, trở thành một vùng đất thuộc vương quyền của Đế quốc Áo. Từ năm 1867, nó là một vùng đất vương quyền của Cisleithania thuộc Đế quốc Áo-Hung.
Ngày nay, lãnh thổ lịch sử của bá quốc được phân chia giữa khu tự trị Trentino-Alto Adige/Südtirol thuộc Ý và bang Tyrol của Áo. Hai phần ngày nay được liên kết một lần nữa trong Khu vực Châu Âu Tyrol – Nam Tyrol – Trentino.